# Денисевич, Владимир Владимирович
Владимир Владимирович Денисевич (1907-1984) — советский геолог-нефтяник, лауреат государственных премий.

## Биография
Родился 22 июля 1907 года в Санкт-Петербурге.
С 1925 года — чертёжник отдела бурения «Азнефти».
После окончания Азербайджанского политехнического института со званием «горный инженер по геологоразведочной специальности» (1931) работал геологом-нефтяником сначала на промыслах Сураханского месторождения (Апшеронский полуостров, «Орджоникидзенефть»), потом в Азербайджане (с октября 1934 старший геолог геологического объединения «Главнефть», Баку.
Летом 1938 года направлен в Туркменистан, где возглавил геологическую службу треста «Туркменнефть». Работал главным геологом до 1971 года.
Проведение широкомасштабных геологоразведочных работ на территории Западного Туркменистана увенчалось открытием нефтяного месторождения Кум-Даг (1948) и глубоких залежей на Челекене (1952), возродивших этот район. За открытие месторождения Кум-Даг присуждена Сталинская премия (1951).
В 1956 году открыто гигантское месторождение Котур-Тепе, рядом с ним — несколько меньшее по запасам Барса-Гельмес. После освоения этих месторождений позволило увеличить добычу нефти в Туркменистане до 16 млн тонн в 1962 году. Для сравнения: в 1938 г. в тресте «Туркменнефть» было добыто 365 тыс. тонн нефти.
За открытие Котур-Тепинского месторождения присуждена Ленинская премия 1962 года (— за открытие и промышленную оценку крупнейшего Ленинского нефтяного месторождения в Туркменской ССР).
Государственная премия СССР (1975) — за открытие, высокоэффективную разведку и ускоренную подготовку к разработке в условиях Каракумской пустыни уникального месторождения газа Шатлык в Туркменской ССР.
Во время войны награждён орденом Знак Почёта, в 1948 году — орденом Ленина, в 1952 и 1959 годах — орденами Трудового Красного Знамени.
Избирался депутатом Верховного Совета СССР (1966—1970).
Автор 29 трудов в области геологии. По совокупности опубликованных работ по геологии и нефтегазоносности Туркменистана присуждена ученая степень доктора геолого-минералогических наук.
Лауреат премии имени академика И. М. Губкина. Заслуженный деятель науки и техники Туркменской ССР.
С 1971 года старший научный сотрудник Института геологии и разработки горючих ископаемых.
Умер 24 марта 1984 года после продолжительной болезни.

## Награды и премии
- Сталинская премия третьей степени (1951) — за внедрение высокопроизводительных способов разработки руды (???- В действительности Сталинская премия присуждена "За открытие нефтяного месторождения Кум-Даг").
- Ленинская премия (1962) — за открытие и промышленную оценку крупнейшего Ленинского нефтяного месторождения в Туркменской ССР (???- В действительности "За открытие нефтегазового месторождения Котур-Тепе").
- Государственная премия СССР (1975) — за открытие, высокоэффективную разведку и ускоренную подготовку к разработке в условиях Каракумской пустыни уникального месторождения газа Шатлык в Туркменской ССР.
- Премия имени академика И. М. Губкина.
- Орден "Знак Почета" (1944)
- Орден Ленина (1948).
- Два ордена Трудового Красного Знамени (1952 и 1959).